# Port lotniczy Evansville
Port lotniczy Evansville (IATA: EVV, ICAO: KEVV) – port lotniczy położony 5 km na północ od Evansville, w stanie Indiana, w Stanach Zjednoczonych.